# تپه شن‌آباد
تپه شن آباد مربوط به هزاره سوم قبل از میلاد - هزاره اول قبل از میلاد است و در شهرستان میاندوآب، بخش مرکزی، دهستان زرینه رود جنوبی، حاشیه اصلی روستای شین آباد واقع شده و این اثر در تاریخ ۷ خرداد ۱۳۸۷ با شمارهٔ ثبت ۲۲۸۷۹ به‌عنوان یکی از آثار ملی ایران به ثبت رسیده است.